# مینت مید
مینت مید (انگلیسی: Minute Maid) شرکت صنایع غذایی آمریکایی است، که در سال ۱۹۴۵ تأسیس شد.